# Město (Opava)
Město je část statutárního města Opava, kterou tvoří katastrální území Opava-Město (německy Troppau-Stadt). Jedná se o historickou centrální část města, základní sídelní jednotku Opava-střed, která je nerovnoměrně ze všech stran obklopena opavskou částí Předměstí (k. ú. Opava-Předměstí).
Celá část Město spolu s několika dalšími částmi města patří k centrální oblasti města Opavy, která se nečlení na samosprávné městské části, ale je spravována přímo zastupitelstvem a magistrátem města.
| Rok            | 1869 | 1880 | 1890 | 1900 | 1910 | 1921   | 1930 | 1950   | 1961   | 1970 | 1980 | 1991 | 2001 | 2011 |
| -------------- | ---- | ---- | ---- | ---- | ---- | ------ | ---- | ------ | ------ | ---- | ---- | ---- | ---- | ---- |
| Počet obyvatel | 8113 | 8111 | 7576 | 6846 | 7316 | 33 457 | 6429 | 25 724 | 32 355 | 3031 | 4295 | 7937 | 7902 | 2945 |

1. 1 2 3  Opava-Město a Opava-Předměstí uvedeny dohromady.